# Liste der Stolpersteine in den römischen Außenbezirken

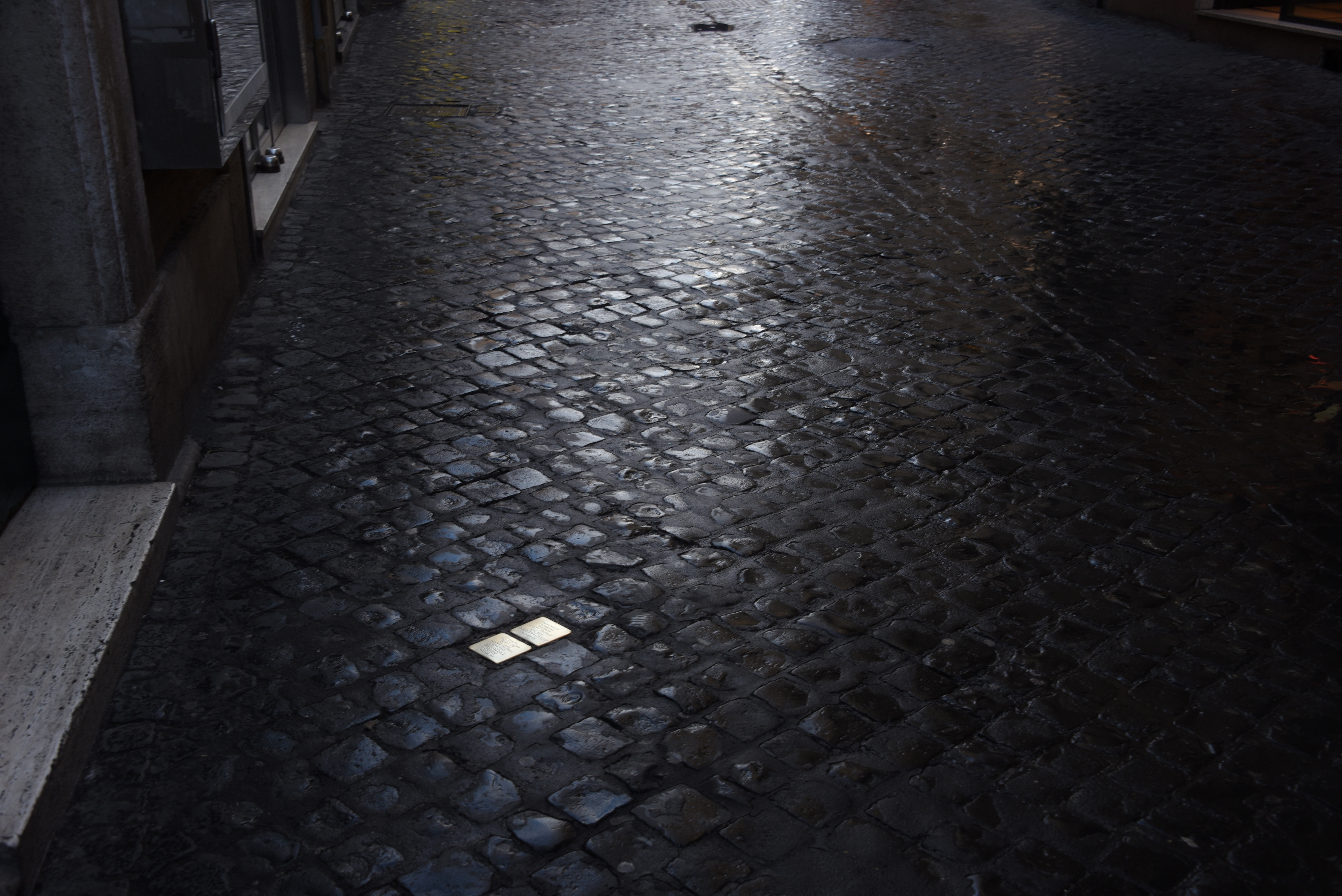
Stolpersteine in Rom

Die Liste der Stolpersteine in den römischen Außenbezirken enthält die Stolpersteine, die vom Kölner Künstler Gunter Demnig in den Außenbezirken von Rom verlegt wurden. Stolpersteine erinnern an das Schicksal der Menschen, die von den Nationalsozialisten ermordet, deportiert, vertrieben oder in den Suizid getrieben wurden.
Stolpersteine liegen im Regelfall vor dem letzten selbstgewählten Wohnsitz des Opfers. Die ersten Verlegungen in Rom erfolgten am 28. Januar 2010. Die italienische Übersetzung des Begriffes Stolpersteine lautet: pietre d’inciampo.

## Stolpersteine in Rom
Rom ist mit mehr als 330 Stolpersteinen nach Amsterdam, Rotterdam, Hilversum, Salzburg, Prag und Oslo jene Stadt außerhalb Deutschlands, in der die meisten Stolpersteine verlegt wurden. Im historischen Zentrum der Stadt, heute Municipio Roma I liegen mit 221 die meisten Stolpersteine. Im Municipio II finden sich 56 Stolpersteine. In den verschiedenen Außenbezirken der Stadt wurden bisher 104 Stolpersteine verlegt (Stand: Juli 2024).
In den Municipi VI, IX, XI und XV wurden bislang keine Stolpersteine verlegt.

## Municipio III
Im Municipio III, wurden bisher acht Stolpersteine an vier Adressen verlegt.
| Stolperstein | Übersetzung                                                                                               | Verlegeort                           | Name, Leben |
| ------------ | --- | ------------------------------------ | --- |
|              | HIER WOHNTE FERDINANDO AGNINI GEBOREN 1924 VERHAFTET 24.2.1944 ERMORDET 24.3.1944 FOSSE ARDEATINE         | Via Monte Tomatico, 4 · Rom III ·    | Ferdinando Agnini |
|              | HIER WOHNTE TERESA DI CASTRO GEBOREN 1908 VERHAFTET 16.10.1943 DEPORTIERT AUSCHWITZ ERMORDET              | Via Maiella 15 · Rom III ·           | Teresa Di Castro wurde am 6. Mai 1908 in Rom geboren. Ihre Eltern waren Giulia und Adolfo di Castro. Sie heiratete Leo Funaro und hatte zwei Söhne mit ihm, Dario (1930) und Adolfo (1936). Am 16. Oktober 1943 wurde Teresa di Castro in Rom festgenommen und war daraufhin im Militärgefängnis der Stadt in Haft. Am 18. Oktober wurde sie von dort aus mit dem Transport Nr. 02 ins KZ Auschwitz deportiert, wo sie am 23. Oktober 1943 ankam. Teresa di Castro überlebte die Shoah nicht. |
|              | HIER WOHNTE ADOLFO FUNARO GEBOREN 1936 VERHAFTET 16.10.1943 DEPORTIERT AUSCHWITZ ERMORDET 23.10.1943      | Via Maiella 15 · Rom III ·           | Adolfo Funaro wurde am 26. November 1936 in Rom als zweiter Sohn des Paares Teresa di Castro und Leo Funaro geboren. Er hatte einen älteren Bruder namens Dario (1930). Am 16. Oktober 1943 wurde Adolfo Funaro gemeinsam mit seinen Eltern und seinem Bruder Dario in Rom verhaftet. Am 18. Oktober 1943 wurde die Familie am 18. Oktober 1943 mit dem Transport Nr. 02 ins KZ Auschwitz deportiert. Bei seiner Ankunft im KZ am 23. Oktober 1943 wurde der erst 6-jährige Adolfo Funaro mit dem Buchstaben S registriert und sofort ermordet.                                                  |
|              | HIER WOHNTE DARIO FUNARO GEBOREN 1930 VERHAFTET 16.10.1943 DEPORTIERT AUSCHWITZ ERMORDET                  | Via Maiella 15 · Rom III ·           | Dario Funaro wurde am 20. April 1930 in Rom als erster Sohn des Paares Teresa di Castro und Leo Funaro geboren. Als er sechs Jahre alt war kam sein jüngerer Bruder Adolfo Funaro auf die Welt. Am 16. Oktober 1943 wurde Dario Funaro gemeinsam mit seinen Eltern und seinem Bruder in Rom verhaftet. Am 18. Oktober 1943 wurde die Familie mit dem Transport Nr. 02 ins KZ Auschwitz deportiert. Bei seiner Ankunft im KZ am 23. Oktober 1943 wurde Dario Funaro mit dem Buchstaben S registriert und sofort ermordet – ebenso wie sein Bruder Adolfo.                                         |
|              | HIER WOHNTE LEO FUNARO GEBOREN 1898 VERHAFTET 16.10.1943 DEPORTIERT AUSCHWITZ ERMORDET FEB. 1944 WARSCHAU | Via Maiella 15 · Rom III ·           | Leo Funaro wurde am 27. Februar 1898 in Rom als erstes Kind des Paares Perla Cava und Dario Funaro geboren. Leo Funaro hatte drei Geschwister: Giuditta (1899), Ada (1909) und Ettore (1911). Leo Funaro heiratete Teresa Di Castro und hatte zwei Söhne mit ihr: Dario (1930) und Adolfo (1936). Am 16. Oktober 1943 wurde Leo Funaro gemeinsam mit seiner Ehefrau und seinen beiden Söhnen in Rom verhaftet. Am 18. Oktober 1943 wurde die Familie mit dem Transport Nr. 02 ins KZ Auschwitz deportiert, wo der Transport am 23. Oktober 1943 ankam. Leo Funaro starb dort am 31. Januar 1944. |
|              | HIER WOHNTE ORLANDO ORLANDI POSTI GEBOREN 1926 VERHAFTET 3.2.1944 ERMORDET 24.3.1944 FOSSE ARDEATINE      | Via Monte Nevoso, 14 · Rom III ·     | Orlando Orlandi Posti |
|              | HIER WOHNTE RENZO PIASCO GEBOREN 1925 VERHAFTET 3.2.1944 ERMORDET 24.3.1944 FOSSE ARDEATINE               | Via di Valle Melaina, 34 · Rom III · | Renzo Piasco |
|              | HIER WOHNTE ANTONIO PISTONESI GEBOREN 1925 VERHAFTET 6.2.1944 ERMORDET 24.3.1944 FOSSE ARDEATINE          | Via di Valle Melaina, 34 · Rom III · | Antonio Pistonesi |

Die Verlegungen im Municipio III erfolgten an folgenden Tagen:
- 16. Januar 2015: Via Maiella, 15
- 20. Januar 2021: Via Monte Nevoso, 14; Via Monte Tomatico, 4
- 10. Januar 2023: Via di Valle Melaina, 34

## Municipio IV
Im Municipio IV wurden bisher zwei Stolpersteine an zwei Adressen verlegt.
| Stolperstein | Übersetzung | Verlegeort                  | Name, Leben |
| ------------ | --- | --------------------------- | --- |
|              | HIER WOHNTE FAUSTO IANNOTTI GEBOREN 1927 VERHAFTET AUS POLITISCHEN GRÜNDEN 24.10.1943 DEPORTIERT KZ MAUTHAUSEN TOT 30.4.1945 EBENSEE | Via del Peperino · Rom IV · | Fausto Iannotti wurde 1927 in L’Aquila geboren. Am 20. Oktober 1943 fuhr er auf seinem Fahrrad am Forte Tiburtina vorbei, als Partisanen soeben das Fort überfielen um sich der italienischen Waffen zu bemächtigen, die dort gelagert waren. Die Partisanen wurde von den deutschen Besatzern überwältigt und auch Fausto Iannotti wurde verhaftet. Jahrzehntelang ging man davon aus, dass er gemeinsam mit den neun Partisanen ermordet worden sei. Erst spätere Forschungen ergaben, dass er in das KZ Mauthausen deportiert wurde und Ende April 1945 sein Leben im Außenlager Ebensee verlor. |
|              | HIER WOHNTE ANTONIO RISI GEBOREN 1901 VERHAFTET 22.10.1943 DEPORTIERT MAUTHAUSEN ERMORDET 2.12.1944 SCHLOSS HARTHEIM                 | Via Flora, 22 · Rom IV ·    | Antonio Risi |

Die Verlegungen im Municipio IV erfolgten an folgenden Tagen:
- 11. Januar 2012: Via del Peperino
- 20. Januar 2021: Via Flora, 22

## Municipio V
Im Municipio V wurden 28 Stolpersteine an 26 Adressen verlegt.
| Stolperstein | Übersetzung | Standort                                       | Name, Leben |
| ------------ | --- | ---------------------------------------------- | --- |
|              | HIER WOHNTE PAOLO ANGELINI GEBOREN 1909 VERHAFTET 14.3.1944 ERMORDET 24.3.1944 FOSSE ARDEATINE                          | Via Capua 54 · Rom V ·                         | Paolo Angelini wurde im Jahr 1909 geboren. Er schloss sich in jungen Jahren den Partisanen an und war Teil der GAP VIII (Gruppi di Azione Patriottica, kleinere Partisanengruppen, die nach Aufrufen des Partito Comunista Italiano entstanden waren). Am 14. März 1944 wurde er verhaftet, als er und zwei Freunde auf dem Weg zum Haus eines italienischen Beamten waren, welcher im Dienst der deutschen Polizei stand und den sie daher zu ermorden planten. Am 24. März 1944 wurde Paolo Angelini zusammen mit Carlo Camisotti beim Massaker in den Ardeatinischen Höhlen ermordet. |
|              | HIER WOHNTE ANTONIO ATZORI GEBOREN 1887 POLITISCHER HÄFTLING 4.1.1944 DEPORTIERT KZ MAUTHAUSEN GESTORBEN 15.2.1945      | Via Ascoli Piceno 18 · Rom V ·                 | Antonio Atzori wurde am 22. Dezember 1887 in Quartu Sant’Elena, einer Gemeinde in der Metropolitanstadt Cagliari auf Sardinien, geboren. Er arbeitete als Eisenbahner. Nach dem Ersten Weltkrieg zog er mit seiner 18-jährigen Ehefrau nach Rom. Er schloss sich antifaschistischen Gruppierungen an und nahm an verschiedenen Protesten und Streiks teil, bis er schließlich im Jahr 1922 aus seiner Anstellung entlassen wurde. Um seine Ehefrau und seine vier Kinder ernähren zu können, verrichtete er verschiedene Gelegenheitsarbeiten. Es war wohlbekannt, dass Atzori ein aktives Mitglied der Antifaschisten war; aus diesem Grund wurde er streng von der Polizei beobachtet und häufig im Zuge seiner Teilnahme bei Protesten und Versammlungen verhaftet. Antonio Atzoris Söhne Bruno und Mario kamen nach ihrem Vater und gründeten eine Gruppierung, welche Teil der Brigate Garibaldi, einer vom Partito Comunista Italiano organisierten Partisanenbrigade war. Am 19. Dezember 1943 wurde Antonio Atzori festgenommen und war im Regina-Coeli-Gefängnis in Haft. Am 4. Januar 1944 wurde er deportiert. Am 13. Januar erreichte er das KZ Mauthausen, wo er mit der Nummer 41990 registriert wurde. Antonio Atzori wurde im KZ Ebensee, einem Außenlager von Mauthausen, ermordet. |
|              | HIER WOHNTE TITO BERDNARDINI GEBOREN 1898 VERHAFTET 7.3.1944 ERMORDET 24.3.1944 FOSSE ARDEATINE                         | Via Adriano Balbi, 20 · Rom V ·                | Tito Bernardini |
|              | HIER WOHNTE ADOLFO BONFANTI GEBOREN 1907 VERHAFTET 17.4.1944 ERMORDET 12.10.1944 BRISIGHELLA                            | Via Fausto Pesci, 27 · Rom V ·                 | Adolfo Bonfanti |
|              | HIER WOHNTE GUIDO BORGIONI GEBOREN 1893 VERHAFTET 19.12.1943 DEPORTIERT MAUTHAUSEN ERMORDET 2.8.1944 HARTHEIM           | Via Tor De’ Schiavi, 129 · Rom V ·             | Guido Borgioni |
|              | HIER WOHNTE CARLO CAMISOTTI GEBOREN 1902 VERHAFTET 14.3.1944 ERMORDET 24.3.1944 FOSSE ARDEATINE                         | Via Angelo Berardi 10 · Rom V ·                | Carlo Camisotti wurde am 11. März 1902 in Corbola in der Provinz Rovigo geboren. In jungen Jahren schloss er sich den Partisanen an und wurde Teil der GAP VIII Pignattara (Gruppi di Azione Patriottica, kleinere Partisanengruppen, die nach Aufrufen des Partito Comunista Italiano entstanden waren). Am 14. März 1944 war er mit zwei Gleichgesinnten, Paolo Angelini und Valerio Fiorentini, auf dem Weg zum Haus eines italienischen Beamten, der im Dienst der deutschen Polizei stand und für viele Verhaftungen im Viertel der jungen Männer verantwortlich war. Die jungen Männer planten, den Beamten zu ermorden. Auf dem Weg zum Haus des Beamten wurde Carlo Camisotti in der Nähe der Caserma Macao in der Tram von der SS verhaftet. Am 24. März 1944 wurde er gemeinsam mit Paolo Angelini beim Massaker in den Ardeatinischen Höhlen erschossen. |
|              | HIER WOHNTE RENATO CANTALAMESSA GEBOREN 1903 VERHAFTET 14.3.1944 ERMORDET 24.3.1944 ARDEANTINISCHE HÖHLEN               | Via di Acqua Bullicante 217 · Rom V ·          | Renato Cantalamessa wurde 1903 geboren. Er war Tischler von Beruf. Er schloss sich den Partisanen an und wurde Teil der GAP (Gruppi di Azione Patriottica, verschiedene kleinere Partisanengruppen, die nach Aufrufen des Partito Comunista Italiano entstanden waren). Am 14. März 1944 (andere Quellen geben den 12. März 1944 an) wurde Renato Cantalamessa verhaftet, weil SS-Männer bei einer Durchsuchung seiner Werkstatt Propagandamaterial und Bomben gefunden hatten. Nach zehn Tagen Gefangenschaft wurde er am 24. März 1944 beim Massaker in den Ardeatinischen Höhlen ermordet. |
|              | HIER WOHNTE OTTAVIO CAPOZIO GEBOREN 1922 VERHAFTET 12.3.1944 ERMORDET 24.3.1944 ARDEATINISCHE HÖHLEN                    | Viale dell'Acquedotto Alessandrino 3 · Rom V · | Ottavio Capozio wurde am 20. September 1922 in Rom geboren. Seine Eltern hießen Antonia D’Arpino und Giovanni Capozio. Er arbeitete als Postangestellter. 1943 schloss er sich dem Partito Comunista Italiano an. Durch seinen Bruder Luigi Capozio kam er mit Belardino Nuccitelli, einem der wichtigsten Männer des italienischen Kommunismus, in Kontakt. Ottavio Capozio führte verschiedene Sabotageaktionen durch: beispielsweise entwendete er Briefe an die deutschen Befehlshaber und an die Gestapo in Rom aus den Sortierzentren der Post, um angezeigte Kameraden rechtzeitig informieren zu können und lieferte in Amerika und England gefertigte Waffen an seine Kameraden. Während einer nicht zugelassenen Versammlung in einer Bar in der Via Appia Nuova am 12. März 1944 wurde Ottavio Capozio zusammen mit seinem Schwager und einigen Kameraden von der SS verhaftet. Er wurde brutal gefoltert und am 24. März 1944 in den Ardeatinischen Höhlen erschossen. |
|              | HIER ARBEITETE EGIDIO CHECCHI GEBOREN 1892 VERHAFTET 14.3.1944 ERMORDET 24.3.1944 ARDEATINISCHE HÖHLEN                  | Via dell’Acqua Bullicante 21 · Rom V ·         | Egidio Checchi wurde am 29. Juli 1892 in Gallarate, einer Gemeinde in der Provinz Varese, geboren. Seine Eltern waren Annunziata Cagnone und Angelo Checchi. Er heiratete Angela Peruzzotti und 1922 wurde ihr Sohn Angelo in Mailand geboren. Ende der 1920er Jahre zog er mit seiner Ehefrau und seinem Sohn Angelo nach Rom und arbeitete dort als Mechaniker. 1930 wurde der zweite Sohn des Paares, Mario, geboren. Egidio Checchi war Mitglied der geheimen kommunistischen Partei und schloss sich nach dem 8. September 1943 einer Partisanengruppe an, die sich im Betrieb, in dem er arbeitete, gebildet hatte. Die Gruppe wurde verraten und der Betrieb als Waffenlager der Partisanen denunziert. Daraufhin verhaftete die SS alle Mitarbeiter, die sie antrafen und befragten sie unter Folter. Egidio Checchi wurde zusammen mit seinen Kameraden im Massaker in den Ardeatinischen Höhlen ermordet. |
|              | HIER ARBEITETE ORAZIO CORSI GEBOREN 1891 VERHAFTET 14.3.1944 ERMORDET 24.3.1944 ARDEATINISCHE HÖHLEN                    | Via dell’Acqua Bullicante 21 · Rom V ·         | Orazio Corsi wurde am 23. November 1891 in Rom geboren. Er arbeitete als Tischler. Mit seiner Frau Velia hatte er zwei Töchter und einen Sohn. Orazio Angelini war Mitglied der geheimen kommunistischen Partei und schloss sich nach dem 8. September 1943 einer Partisanengruppe an, die sich im Betrieb, in dem er arbeitete, gebildet hatte. Die Gruppe wurde verraten und der Betrieb als Waffenlager der Partisanen denunziert. Daraufhin verhaftete die SS am 14. März 1944 alle Mitarbeiter, die sie bei ihrer Razzia antrafen – so auch Orazio Corsi und seinen 17-jährigen Sohn Mario. Die SS befragte die Gefangenen unter Folter. Zusammen mit fünf seiner Kameraden wurde Orazio Corsi am 24. März 1944 im Massaker in den Ardeatinischen Höhlen ermordet. |
|              | HIER WOHNTE ELDIO DEL VECCHIO GEBOREN 1927 VERHAFTET 17.4.1944 DEPORTIERT BUCHENWALD GESTORBEN 28.3.1945                | Via dei Lentuli 60 · Rom V ·                   | Eldio del Vecchio wurde im Jahr 1927 in Rom geboren und arbeitete dort als Koch. Er war erst 16 Jahre alt, als er im Morgengrauen des 17. April 1944 von deutschen Beamten geweckt und festgenommen wurde. Nach einigen Tagen der Haft wurde er von Rom ins Durchgangslager Fossoli überstellt. Später deportierte man Eldio del Vecchio ins KZ Buchenwald, wo er am 28. März 1945, wenige Tage vor der Befreiung des Lagers, an einer Brustfellentzündung starb. |
|              | HIER WOHNTE ALDO ERCOLI GEBOREN 1916 VERHAFTET 12.1.1944 ERMORDET 24.3.1944 FOSSE ARDEATINE                             | via Arpino, 6 · Rom V ·                        | Aldo Ercoli |
|              | HIER WOHNTE VALERIO FIORENTINI GEBOREN 1918 VERHAFTET 14.3.1944 ERMORDET 24.3.1944 ARDEATINISCHE HÖHLEN                 | Via di Torpignattara 99 · Rom V ·              | Valerio Fiorentini wurde am 3. Oktober 1918 in Rom geboren. Seine Eltern hießen Fausta Strabioli und Gastone Fiorentini. Er arbeitete als Mechaniker. Valerio Fiorentini war Mitglied der GAP Carlo Pisacane (Gruppi di Azione Patriottica, kleinere Partisanengruppen, die nach Aufrufen des Partito Comunista Italiano entstanden waren). Valerio Fiorentini war mit Paola Vapori verheiratet und das Paar hatte eine Tochter namens Celeste (1941). Am 14. März 1944 war er mit seinen Kameraden Paolo Angelini und Carlo Camisotti auf dem Weg zum Haus eines italienischen Beamten, der im Dienst der deutschen Polizei stand. Die jungen Männer planten, den Beamten zu ermorden. Unterwegs wurde Valerio Fiorentini in der Tram Richtung Piazza Fiume von der SS überrascht und verhaftet. Am 24. März 1944 wurde er gemeinsam mit seinen Kameraden im Massaker in den Ardeatinischen Höhlen erschossen. |
|              | HIER WOHNTE ROBERTO FORTI GEBOREN 1905 VERHAFTET 28.12.1943 DEPORTIERT MAUTHAUSEN BEFREIT                               | Via dei Ciceri, 101 · Rom V ·                  | Roberto Forti |
|              | HIER WOHNTE ANGELO GALAFATI GEBOREN 1897 VERHAFTET 13.3.1944 ERMORDET 24.3.1944 FOSSE ARDEATINE                         | Via Fortebraccio, 25 · Rom V ·                 | Angelo Galafati |
|              | HIER WOHNTE FERNANDO NUCCETELLI GEBOREN 1903 POLITISCHER HÄFTLING 4.1.1944 DEPORTIERT KZ MAUTHAUSEN GESTORBEN 23.4.1944 | Via Romanello da Forli 34 · Rom V ·            | Fernando Nuccitelli, auch Nuccetelli, wurde im Januar 1903 in Rom geboren. Er arbeitete als Bauhandwerker und Hilfsarbeiter. Fernando Nuccitelli schloss sich bereits im Alter von 20 Jahren den jungen Kommunisten an und war aktives Mitglied antifaschistischer Gruppierungen. Ab 1924 war er Schriftführer der römischen Sektion der jungen Kommunisten, bis die Partei von der Regierung verboten wurde. Fernando Nuccitelli war weiterhin im Verborgenen politisch aktiv und wurde am 7. Mai 1928 festgenommen und zu vier Jahren und sechs Monaten Haft verurteilt. Nachdem er seine Strafe verbüßt hatte, nahm er 1932 seine antifaschistischen Aktivitäten wieder auf, woraufhin er im März 1937 ein weiteres Mal verhaftet und verurteilt wurde. Als er im August 1943, nach dem Sturz Mussolinis, aus der Haft entlassen wurde, war Fernando Nuccitelli einer der ersten Mitglieder und Organisatoren der Resistenza romana, eine Bewegung, die sich während der Zeit der Deutschen Besetzung in Rom gebildet hatte. Am 19. Dezember 1943 wurde Fernando Nuccitelli erneut verhaftet. Am 4. Januar 1944 wurde er ins KZ Mauthausen deportiert. Später brachte man ihn ins KZ Ebensee, wo er menschenunwürdigsten Lebensbedingungen ausgesetzt war und schließlich am 23. April 1944 starb. |
|              | HIER WOHNTE MARIO PASSARELLA GEBOREN 1905 VERHAFTET 14.3.1944 ERMORDET 24.3.1944 ARDEATINISCHE HÖHLEN                   | Via dell’Acqua Bullicante 21 · Rom V ·         | Mario Passarella wurde am 15. Februar 1905 in Adria, einer Gemeinde in der Provinz Rovigo, geboren. Er arbeitete als Tischler und war Mitglied des Movimento Comunista Bandiera Rossa und schloss sich nach dem 8. September 1943 einer Partisanenbewegung an, die sich innerhalb des Betriebes, in dem er arbeitete, zusammengeschlossen hatte. Der Betrieb wurde als Waffenlager der Partisanen angezeigt. Bei der darauf folgenden Razzia der SS am 18. März 1944 wurden alle Anwesenden verhaftet und dann unter Folter befragt – so auch Mario Passarella. Zusammen mit seinen Kameraden wurde Mario Passarella im Massaker in den Ardeatinischen Höhlen ermordet. |
|              | HIER WOHNTE FERDINANDO PERSIANI GEBOREN 1920 POLITISCHER HÄFTLING 4.1.1944 DEPORTIERT MAUTHAUSEN ERMORDET 5.6.1944      | Via Ettore Giovenale 95 · Rom V ·              | Ferdinando Persiani wurde am 8. November 1920 in Rom geboren. Als Gelegenheitsarbeiter war er im Bauwesen und im Verkauf tätig. Im Jahr 1940 wurde er einberufen und war daraufhin in der Artillerie in Nordafrika eingeteilt. Ende 1942 kehrte er nach Italien zurück und arbeitete bei der Küstenwache in Triest. Dort befand er sich auch am 8. September 1943 als der Waffenstillstand beschlossen wurde. Er kehrte nach Rom zurück, wehrte sich dort aber gegen die Unterdrückung der deutschen Besetzer und entfernte Propagandamanifeste der SS aus den Straßen seines Viertels. In einer Bar im Viertel Lodi wurden er und seine Freunde eines Abends von einer Patrouille dazu aufgefordert, den Saluto romano auszuführen, weigerten sich aber strikt dagegen, wobei sie ihre Festnahme riskieren. Einzig durch den Einsatz der anderen Anwesenden konnte die Situation entschärft werden. Nach diesem Erlebnis beschloss Ferdinando Persiani, sich den Partisanen anzuschließen. Bevor er seinen Entschluss in die Wirklichkeit umsetzen konnte, wurde der junge Mann allerdings am 26. Dezember 1943 verhaftet. Der Grund für seine Festnahme war die Wiedereinberufung der Männer des Jahrgangs 1920, wozu Ferdinando Persiani und viele andere Römer sich nicht gemeldet hatten, um demonstrativ ein Zeichen gegen die Nazis zu setzen. Am 28. Dezember wurde er ins Regina-Coeli-Gefängnis gebracht. Am 4. Januar 1944 wurde er deportiert und am 13. Januar im KZ Mauthausen mit der Matrikelnummer 42163 registriert. Ferdinando Persiani wurde in der Tötungsanstalt Hartheim ermordet. Der Stolperstein wurde nach Beschädigung neu verlegt. |
|              | HIER ARBEITETE ALESSANDRO PORTIERI GEBOREN 1924 VERHAFTET 14.3.1944 ERMORDET 24.3.1944 ARDEATINISCHE HÖHLEN             | Via dell’Acqua Bullicante 21 · Rom V ·         | Alessandro Portieri wurde am 24. Juli 1924 in Rom geboren. Seine Eltern waren Santa Laurenti und Luigi Portieri. Alessandro Portieri arbeitete als Mechaniker und schloss sich nach dem 8. September 1943 einer Partisanengruppe an, welche sich im Betrieb, in dem er arbeitete, gebildet hatte. Die Gruppe wurde verpfiffen und der Betrieb wurde als Waffenlager der Partisanen denunziert. Daraufhin verhaftete die SS im März 1944 alle Mitarbeiter, die sie bei einer Razzia im Betrieb antrafen und befragten sie unter Folter. Zusammen mit seinen Kameraden wurde Alessandro Portieri im Massaker in den Ardeatinischen Höhlen ermordet. |
|              | HIER WOHNTE ITALO PULA GEBOREN 1915 VERHAFTET 12.1.1944 ERMORDET 24.3.1944 ARDEATINISCHE HÖHLEN                         | Via Ceccano 13 · Rom V ·                       | Italo Pula wurde am 4. Juli 1915 in Velletri geboren. Später zog er nach Rom und arbeitete dort als Schmied. Italo Pula und sein jüngerer Bruder Spartaco gehörten dem Partito d’Azione an. Nach Ausbruch des 2. Weltkriegs wurde Italo Pula einberufen und kämpfte bis 1943 im 81. Infanterie-Regiment. Italo lernte in Rom seine Frau Ada kennen und bekam im März 1943 eine Tochter namens Marisa mit ihr. Am 12. Januar 1944 verhafteten deutsche und italienische Polizeibeamte die beiden Brüder in Centocelle. Daraufhin wurden sie über 48 Stunden unter Folter befragt und am 14. Januar schließlich ins Regina-Coeli-Gefängnis überstellt. Zwei Monate später, am 24. März 1944, wurden die Brüder Italo und Spartaco Pula im Massaker in den Ardeatinischen Höhlen ermordet. |
|              | HIER WOHNTE SPARTACO PULA GEBOREN 1919 VERHAFTET 12.1.1944 ERMORDET 24.3.1944 ARDEATINISCHE HÖHLEN                      | Via Ceprano 58 · Rom V ·                       | Spartaco Pula wurde am 25. Mai 1919 in Velletri geboren. Er hatte insgesamt sechs Geschwister, unter anderem seinen Bruder Italo (1915). Wie auch Italo zog er nach Rom, wo er als Anstreicher arbeitete. Er lernte in Rom seine Frau Tecla Petrassi kennen und hatte drei Kinder mit ihr. Wie sein Bruder Italo Pula wurde auch Spartaco nach Ausbruch des 2. Weltkriegs einberufen. Er wurde an die griechische Grenzen versetzt und nach zwei Verletzungen mit dem Kriegsverdienstkreuz ausgezeichnet. Er und sein Bruder Italo gehörten dem Partito d’Azione an. Am 12. Januar 1944 wurden die beiden Brüder von deutschen und italienischen Polizeibeamten in Centocelle verhaftet. Daraufhin wurden sie über 48 Stunden unter Folter befragt und am 14. Januar schließlich ins Regina-Coeli-Gefängnis überstellt. Zwei Monate später, am 24. März 1944, wurden die Brüder Italo und Spartaco Pula im Massaker in den Ardeatinischen Höhlen ermordet. |
|              | HIER WOHNTE SISTO QUARANTA GEBOREN 1924 VERHAFTET 17.4.1944 DEPORTIERT RHUMSPRINGE BEFREIT                              | via Dei Ciceri, 129 · Rom V ·                  | Sisto Quaranta |
|              | HIER WOHNTE PAOLO RENZI GEBOREN 1894 VERHAFTET 28.11.1943 ERMORDET 31.1.1944 FORTE BRAVETTA                             | Via Valmontone 37 · Rom V ·                    | Paolo Renzi wurde am 6. März 1894 in Montebuono in der Provinz Rieti geboren. 1943 schloss er sich einer linksradikalen Partei an und war antifaschistisch aktiv. Er führte diverse Sabotagen am Flughafen durch und versteckte Waffen und Gefangene in seinem Haus. Paolo Renzi wurde angezeigt und am 28. November 1943 von der Schutzstaffel festgenommen und dazu aufgefordert, eine Gruppe von Partisanen zu identifizieren. Nach mehreren Wochen der Haft wurde er zum Tode verurteilt und am 31. Januar 1944 in der Forte Bravetta, einer Festung Roms, erschossen. |
|              | HIER WOHNTE DOMENICO RICCI GEBOREN 1913 VERHAFTET 12.1.1944 ERMORDET 24.3.1944 ARDEANTINISCHE HÖHLEN                    | Via Tor de Schiavi, 50 · Rom V ·               | Domenico Ricci |
|              | HIER WOHNTE ANTONIO ROAZZI GEBOREN 1898 VERHAFTET 23.2.1944 ERMORDET 24.3.1944 ARDEATINISCHE HÖHLEN                     | Via Grazioso Benincasa 28 · Rom V ·            | Antonio Roazzi wurde am 17. Februar 1898 in Serrone in der Provinz Frosinone geboren. Seine Eltern waren Maria Teresa Sette und Michele Roazzi. Während des Faschismus arbeitete er als Fahrer. Nach dem 8. September 1943 schloss er sich dem Partito Comunista Italiano an und wurde zum Fahrer der alliierten Gefangenen zwischen Frosinone und Rom. Seine Wohnung in Rom wurde zum Versteck für Waffen und mehrere englische und amerikanische Gefangene. Vermutlich war er auch beteiligt, als am 23. Februar 1944 Manifeste und antifaschistisches Propagandamaterial in Tor Pignattara von Partisanen und Antifaschisten verteilt und angebracht wurde. Wahrscheinlich wurde Antonio Roazzi von einem Nachbarn angezeigt und seine Wohnung wurde daraufhin von der SS durchsucht. Er wurde verhaftet und unter Folter befragt, verriet jedoch nicht die Namen seiner Kameraden. Am 24. März 1944 wurde er beim Massaker in den Ardeatinischen Höhlen erschossen. |
|              | HIER WOHNTE LUIGI SABATINI GEBOREN 1897 VERHAFTET 17.4.1944 DEPORTIERT HEYDEBRECK ERMORDET 7.8.1944                     | Via dei Quintili, 234 · Rom V ·                | Luigi Sabatini |
|              | HIER WOHNTE GIORDANO SANGALLI GEBOREN 1927 VERHAFTET 7.4.1944 ERMORDET 7.4.1944 ARCUCCIOLA                              | Via dell’Acqua Bullicante 133 · Rom V ·        | Giordano Sangalli wurde am 7. Februar 1927 in Rom geboren. Direkt nach dem 8. September 1943 schloss er sich der kommunistischen Partei an. Als die jungen Männer des Jahrgangs 1927 zur Wehrpflicht aufgerufen wurden schloss sich Giordano Sangalli dem GAP Carlo Pisacane (Gruppi di Azione Patriottica, kleine Partisanengruppen), unter Kommandant Rosario Bentivegna, an. Als im März 1944 die nazifaschistische Polizei vermehrt im Viertel Tor Pignattara patrouillierte, schlossen sich Giordano Sangalli und andere Jugendliche der Banda Ercole Stalin an, welche in der Provinz Rieti aktiv war. Am 7. April 1944 wurde der erst 17-jährige Giordano Sangalli von der Schutzstaffel im Rahmen eines groß angelegten Polizeieinsatzes in Arcucciola ermordet. |
|              | HIER WOHNTE GUERRINO SBARDELLA GEBOREN 1916 VERHAFTET 6.3.1943 ERMORDET 2.2.1944 FORTE BRAVETTA                         | Via dei Savorgnan 52 · Rom V ·                 | Guerrino Sbardella wurde am 4. Januar 1916 in Colonna geboren. Er zog nach Rom und arbeitete dort als Drucker. Guerrino Sbardella hatte zwei Söhne. Er schloss sich dem Partito Comunista Italiano an. Unter der deutschen Besetzung Roms begann er damit, Sabotageaktionen, welche von der Bandiera Rossa organisiert wurden, auszuführen. Seine Wohnung wurde in ein Waffen- und Munitionslager verwandelt und er hatte die Aufgabe, antifaschistisches Propagandamaterial zu drucken. Am 6. März 1943 wurde Guerrino Sbardella von den Faschisten dabei erwischt, wie er revolutionäres Propagandamaterial verteilte. Er konnte flüchten, wurde allerdings noch in derselben Nacht bei sich zu Hause von der SS abgeholt und verhaftet, da in seiner Wohnung massenhaft Munition, Waffen und antifaschistische Propagandamaterialien gefunden wurden. Während seiner Haft wurde er unter Folter verhört. Am 28. Januar 1944 wurde er vom deutschen Militärgericht zum Tode verurteilt und am 2. Februar 1944 in der Forte Bravetta, einer Festung Roms erschossen. |

Die Verlegungen im Municipio V fanden an folgenden Tagen statt:
- 28. Januar 2010: Via Ascoli Piceno, 18; Via Ettore Giovenale, 95 (ersetzt am 14. Januar 2020); Via Romanello da Forli 34
- 12. Januar 2017: Via dell'Acqua Bullicante, 21; Via dei Lentuli, 60; Via di Torpignattara, 99
- 9. Januar 2018: Via dell'Acqua Bullicante, 137; Via Berardi, 10; Via Capua, 54
- 16. Januar 2019: V.le dell'Acquedotto Alessandrino, 3; Via Grazioso Benincasa, 28; Via dei Savorgnan, 52; Via Valmontone, 37
- 14. Januar 2020: Via Ceccano, 13; Via Ceprano, 58; Via E. Giovenale 95 (Erneuerung eines zerstörten Stolpersteines)
- 19. Januar 2021: Via Tor de Schiavi, 50
- 21. Januar 2022: Via dei Ciceri, 101; Via dei Quintili, 234
- 10. Januar 2023: Via Adriano Balbi, 20; Via Fausto Pesci, 27; Via Tor De’ Schiavi, 129
- 9. Januar 2024: via Arpino, 6; via Dei Ciceri, 129; Via Fortebraccio, 25

## Municipio VII
Im Municipio VII wurden zwölf Stolpersteine an zehn Adressen verlegt.
| Stolperstein | Übersetzung | Verlegeort                        | Name, Leben |
| ------------ | --- | --------------------------------- | --- |
|              | HIER WOHNTE FIORINA BARAFFAEL GEBOREN 1868 VERHAFTET 16.10.1943 DEPORTIERT AUSCHWITZ ERMORDET 23.10.1943                              | Via Collazia, 20 · Rom VII ·      | Fiorina Baraffael |
|              | HIER WOHNTE LEONARDO BUTTICÈ GEBOREN 1921 VERHAFTET 15.2.1944 ERMORDET 24.3.1944 ARDEANTINISCHE HÖHLEN                                | Via Dei Laterensi, 91 · Rom VII · | Leonardo Butticè |
|              | HIER WOHNTE CARMELO COCO GEBOREN 1924 ERSCHOSSEN 14.9.1943 IM WIDERSTAND ROM                                                          | Via Taranto, 9 · Rom VII ·        | Carmelo Coco |
|              | HIER WOHNTE ELISABETTA MARGHERITA DI CAPUA GEBOREN 1907 VERHAFTET 16.10.1943 DEPORTIERT AUSCHWITZ ERMORDET                            | Via Collazia, 20 · Rom VII ·      | Elisabetta Margherita Di Capua |
|              | HIER WOHNTE ARNALDO FINOCCHIARO GEBOREN 1921 VERHAFTET 12.3.1944 ERMORDET 24.3.1944 ARDEANTINISCHE HÖHLEN                             | Via Lanuvio, 46 · Rom VII ·       | Arnaldo Finocchiaro |
|              | HIER WOHNTE FRANCESCO GALEOTTI GEBOREN 1889 POLITISCHER HÄFTLING 30.12.1943 DEPORTIERT MAUTHAUSEN ERMORDET 28.7.1944 SCHLOSS HARTHEIM | Via Appia Nuova 451 · Rom VII ·   | Francesco Galeotti wurde 1889 geboren. Er arbeitet als Drucker. Er war Antifaschist und Gewerkschaftler. Francesco Galeotti wurde verhaftet und unter Folter befragt. Später deportierte man ihn ins KZ Mauthausen, anschließend in die Tötungsanstalt Hartheim, wo er unter menschenunwürdigsten Bedingungen hausen musste, bis er dort am 28. Juli 1944 ermordet wurde. |
|              | HIER WOHNTE GIOACCHINO GESMUNDO GEBOREN 1908 POLITISCHER HÄFTLING 29.1.1944 ERMORDET 24.3.1944 ARDEATINISCHE HÖHLEN                   | Via Licia 56 · Rom VII ·          | Gioacchino Gesmundo wurde am 20. November 1908 in Terlizzi geboren. Seine Eltern waren Raffaela Vendola und Nicola Gesmundo. Im Alter von 10 Jahren zog er nach Rom, wo er ab 1934 als Geschichte- und Philosophielehrer in einem Gymnasium arbeitete. Unter dem Faschismus trat Gioacchino Gesmundo dem Partito Comunista Italiano bei und wurde in der römischen Partisanenbewegung aktiv. In seiner Wohnung befanden sich die Redaktion der Zeitschrift L’Unità und später das Arsenal der römischen GAP (Gruppi di Azione Patriottica). Am 29. Januar 1944 fand die faschistische Polizei bei der Durchsuchung seiner Wohnung Säcke voller Krähenfüße; später fand man heraus, dass Gesmundo damit deutsche Transporter beschädigen wollte. Er wurde festgenommen und ins Gefängnis in der Via Tasso (wo sich heute das Museo storico della Liberazione befindet) gebracht, wo er in seiner Zelle (Nr. 13) über einen Monat hinweg gefoltert wurde. Vom deutschen Kriegsgericht wurde Gioacchino Gesmundo schließlich zur Höchststrafe verurteilt und zusammen mit vielen anderen beim Massaker in den Ardeatinischen Höhlen am 24. März 1944 ermordet. |
|              | HIER WOHNTE GASTONE DE NICOLÓ GEBOREN 1925 VERHAFTET 12.3.1944 ERMORDET 24.3.1944 ARDEATINISCHE HÖHLEN                                | Via Clelia, 37 · Rom VII ·        | Gastone De Nicoló (1925–1943) |
|              | HIER WOHNTE ORNELLO LEONARDI GEBOREN 1926 VERHAFTET 12.3.1944 ERMORDET 24.3.1944 ARDEANTINISCHE HÖHLEN                                | Carlo Denina, 42 · Rom VII ·      | Ornello Leonardi |
|              | HIER WOHNTE COL. EUGENIO PALADINI GEBOREN 1896 DEPORTIERT 8.9.1943 GESTORBEN IN MEPPEN 25.10.1943                                     | Via Taranto 178 · Rom VII ·       | Col. Eugenio Paladini wurde im Jahr 1896 geboren. Er war mit Elsa Czech verheiratet und hatte einen Sohn namens Arrigo mit ihr, welcher ein bekannter Partisane war. Colonnello Eugenio Paladini wurde nach dem Waffenstillstand von Cassibile am 8. September 1943 von den Deutschen in Albanien festgenommen. Man deportierte ihn in die Stadt Meppen ins Lager Versen. Er wurde gefoltert und malträtiert, bis er schließlich am 25. Oktober 1943 Selbstmord beging. |
|              | HIER WOHNTE GOFFREDO ROMAGNOLI GEBOREN 1925 VERHAFTET 15.2.1944 ERMORDET 24.3.1944 ARDEANTINISCHE HÖHLEN                              | Via Dei Laterensi, 91 · Rom VII · | Goffredo Romagnoli |
|              | HIER WOHNTE ADOLFO SANSOLINI GEBOREN 1905 VERHAFTET 15.3.1944 ERMORDET 24.3.1944 ARDEATINISCHE HÖHLEN                                 | Via Gallia 96 · Rom VII ·         | Adolfo Sansolini wurde am 16. Dezember 1905 in Rom geboren. Seine Eltern hießen Sofia Di Rienzo und Ercole Sansolini. Adolfo Sansolini arbeitete als Händler. Er war Sozialist. Ein Spion erstattete Anzeige gegen ihn und beschuldigte Adolfo Sansoni, Waffen und antifaschistisches Propagandamaterial zu besitzen und zu lagern. Zusammen mit seinem Bruder Alfredo Sansolini wurde er am 15. März 1944 von der italienischen SS verhaftet und am 24. März 1944 im Massaker in den Ardeatinischen Höhlen erschossen. |

Die Verlegungen erfolgten an folgenden Tagen:
- 28. Januar 2010: Via Taranto, 178
- 14. Januar 2013: Via Appia Nuova, 451; Via Licia, 56
- 11. Januar 2016: Via Gallia, 96
- 21. Januar 2022: Via Clelia, 37; Via Taranto, 9
- 9. Januar 2024: Carlo Denina, 42; Via Collazia, 20; Via Dei Laterensi, 91; Via Lanuvio, 46

## Municipio VIII
Im Municipio VIII wurden zehn Stolpersteine an neun Adressen verlegt.
| Stolperstein | Übersetzung | Verlegeort                              | Name, Leben         |
| ------------ | --- | --------------------------------------- | ------------------- |
|              | HIER WOHNTE FRANCESCO CINELLI GEBOREN 1899 VERHAFTET 22.3.1944 ERMORDET 24.3.1944 ARDEATINISCHE HÖHLEN                                                                    | Via Antonio Rubino, 5 · Rom VIII ·      | Francesco Cinelli   |
|              | HIER WOHNTE GIUSEPPE CINELLI GEBOREN 1902 VERHAFTET 22.3.1944 ERMORDET 24.3.1944 ARDEATINISCHE HÖHLEN                                                                     | Via Antonio Rubino, 5 · Rom VIII ·      | Giuseppe Cinelli    |
|              | HIER WOHNTE FILIPPO D'AGOSTINO GEBOREN 1885 VERHAFTET AUS POLITISCHEN GRÜNDEN 19.12.1943 DEPORTIERT KZ MAUTHAUSEN ERMORDET 14.7.1944 TÖTUNGSANSTALT SCHLOSS HARTHEIM/LINZ | Via Bartolomeo Bossi, 8 · Rom VIII ·    | Filippo D'Agostino  |
|              | HIER WOHNTE LIBERO DE ANGELIS GEBOREN 1922 ERMORDET 4.6.1944 MASSAKER IN LA STORTA                                                                                        | Via Guglielmo Massaia, 24 · Rom VIII ·  | Libero De Angelis   |
|              | HIER WOHNTE EMMA DI PORTO GEBOREN 1889 VERHAFTET 9.5.1944 DEPORTIERT AUSCHWITZ ERMORDET 30.6.1944                                                                         | Via Roberto de Nobili · Rom VIII ·      | Emma Di Porto       |
|              | HIER WOHNTE ALBERTO DI SEGNI GEBOREN 1913 VERHAFTET 16.4.1944 DEPORTIERT AUSCHWITZ TOT 18.1.1945 SACHSENHAUSEN                                                            | Via del Porto Fluviale, 35 · Rom VIII · | Alberto Di Segni    |
|              | HIER WOHNTE GIUSEPPE FELICI GEBOREN 1923 VERHAFTET 7.4.1944 ERMORDET 9.4.1944 MASSAKER VON RIETI                                                                          | Via Guglielmo Massaia, 65 · Rom VIII ·  | Giuseppe Felici     |
|              | HIER WOHNTE ENRICO MANCINI GEBOREN 1896 VERHAFTET 7.3.1944 ERMORDET 24.3.1944 ARDEATINISCHE HÖHLEN                                                                        | Via Giovanni M. Percoto, 7 · Rom VIII · | Enrico Mancini      |
|              | HIER WOHNTE FORTUNATA PERUGIA GEBOREN 1881 VERHAFTET 2.2.1944 DEPORTIERT AUSCHWITZ ERMORDET 23.5.1944                                                                     | Piazza Eugenio Biffi, 2 · Rom VIII ·    | Fortunata Perugia   |
|              | HIER WOHNTE GIOVANNI TAGLIAVINI GEBOREN 1896 VERHAFTET AUS POLITISCHEN GRÜNDEN 23.12.1943 DEPORTIERT MAUTHAUSEN ERMORDET 2.2.1945                                         | Via Valeria Rufina, 66 · Rom VIII ·     | Giovanni Tagliavini |

Die Verlegungen erfolgten an folgenden Tagen:
- 13. Januar 2011: Via Bartolomeo Bossi, 8
- 11. Januar 2017: Via del Porto Fluviale, 35
- 16. Januar 2019: Via Valeria Rufina, 66
- 19. Januar 2021: Piazza Eugenio Biffi, 2
- 21. Januar 2022: Via Antonio Rubino, 5; Via Giovanni M. Percoto, 7; Via Roberto de Nobili
- 9. Januar 2024: Via Guglielmo Massaia, 24 und 65

## Municipio X
Im Municipio X wurde am 9. Januar 2024 ein Stolperstein verlegt.
| Stolperstein | Übersetzung                                                                                       | Verlegeort                  | Name, Leben  |
| ------------ | ------------------------------------------------------------------------------------------------- | --------------------------- | ------------ |
|              | HIER WOHNTE LIDO DURANTI GEBOREN 1919 VERHAFTET 27.2.1944 ERMORDET 24.3.1944 ARDEATINISCHE HÖHLEN | Via G.Ferrari, 46 · Rom X · | Lido Duranti |

## Municipio XII
Im Municipio XII wurden 25 Stolpersteine an fünf Adressen verlegt.
| Stolperstein | Übersetzung | Verlegeort                          | Name, Leben |
| ------------ | --- | ----------------------------------- | --- |
|              | HIER WOHNTE LIDIA ASCOLI TERRACINA GEBOREN 1887 VERHAFTET 7.4.1944 DEPORTIERT AUSCHWITZ ERMORDET 23.5.1944             | Piazza Rosolino Pilo 17 · Rom XII · | Lidia Ascoli Terracina wurde am 19. August 1887 in Rom als Tochter des Paares Grazia Amati und Cesare Ascoli geboren. Mit ihrem Ehemann Giovanni Terracina hatte sie vier Kinder: Anna (1921), Leo (1923), Cesare (1924) und Piero (1928). Am 7. April 1944 wurde Lidia Ascoli Terracina in Rom festgenommen und war daraufhin im Gefängnis der Stadt in Haft, bevor sie ins Durchgangslager Fossoli überstellt wurde. Am 16. Mai 1944 wurde sie mit dem Transport Nr. 10 ins KZ Auschwitz deportiert. Bei ihrer Ankunft im Lager am 23. Mai 1944 wurde sie mit dem Buchstaben S registriert und sofort ermordet. |
|              | HIER WOHNTE COSTANZA CITONI GEBOREN 1897 VERHAFTET 16.10.1943 DEPORTIERT AUSCHWITZ ERMORDET                            | Viale Trastevere, 240 · Rom XII ·   | Costanza Citoni |
|              | HIER WOHNTE DARIO DI CORI GEBOREN 1905 VERHAFTET 11.5.1944 DEPORTIERT AUSCHWITZ ERMORDET 18.10.1944                    | Piazza Ippolito Nievo 5 · Rom XII · | Dario Di Cori wurde am 6. Januar 1905 in Rom geboren. Seine Eltern waren Grazia Terracina und Angelo Di Cori und er hatte drei Geschwister: Amedeo (1902), Settimo (1907) und Giovanni (1908). Dario Di Cori heiratete Serafina Funaro. Am 11. Mai 1944 wurde Dario Di Cori in Rom festgenommen. Daraufhin war er zuerst im Gefängnis der Stadt, dann im Durchgangslager Fossoli in Haft. Am 26. Juni 1944 wurde er mit dem Transport Nr. 13 ins KZ Auschwitz deportiert. Wenige Monate nach seiner Ankunft im Lager am 30. Juni wurde Dario Di Cori am 18. Oktober 1944 in Auschwitz ermordet. |
|              | HIER WOHNTE GEMMA DI LAUDADIO GEBOREN 1879 VERHAFTET 16.10.1943 DEPORTIERT AUSCHWITZ ERMORDET 23.10.1943               | Piazza Ippolito Nievo 5 · Rom XII · | Gemma Di Laudadio wurde am 24. Juli 1879 in Rom geboren. Ihre Eltern waren Elisa Fiorentino und Angelo Di Laudadio. Gemma Di Laudadio heiratete Mario Moisé Toscano und hatte zwei Kinder mit ihm: Alberto (1915) und Elisa (1916). Gemeinsam mit ihrem Ehemann, ihrer Tochter Elisa und ihren Schwägerinnen wurde Gemma Di Laudadio am 16. Oktober 1943 in Rom verhaftet und ins städtische Militärgefängnis gebracht. Nur zwei Tage später wurde die Familie mit dem Transport Nr. 02 ins KZ Auschwitz deportiert. Bei ihrer Ankunft im Lager am 23. Oktober 1943 wurde Gemma Di Laudadio mit dem Buchstaben S registriert und sofort ermordet – ebenso wie ihre Tochter Elisa, ihr Ehemann Mario Moisé und die beiden Schwägerinnen Rosa und Rebecca Toscano.                                               |
|              | HIER WOHNTE COLOMBA DI SEGNI GEBOREN 1902 VERHAFTET 16.10.1943 DEPORTIERT AUSCHWITZ ERMORDET                           | Viale Trastevere 114 · Rom XII ·    | Colomba Di Segni wurde am 6. Juni 1902 in Rom geboren. Ihre Eltern Perla Sciunnach und Samuele Di Segni hatten noch zwei weitere Kinder, Alberto und Rosa. Colomba Di Segni war mi Salvatore Fiorentini verheiratet und hatte drei Kinder mit ihm: Fortunata, Leone und Lello. Am 16. Oktober 1943 wurde Colomba Di Segni mit ihren Kindern in Rom festgenommen und ins städtische Militärgefängnis gebracht. Nur zwei Tage später wurde sie am 18. Oktober 1943 mit dem Transport Nr. 02 ins KZ Auschwitz deportiert. Nach ihrer Ankunft im Lager am 23. Oktober wurde Colomba Di Segni mit dem Buchstaben S registriert und sofort ermordet. |
|              | HIER WOHNTE FORTUNATA FIORENTINO GEBOREN 1928 VERHAFTET 16.10.1943 DEPORTIERT AUSCHWITZ ERMORDET                       | Viale Trastevere 114 · Rom XII ·    | Fortunata Fiorentino wurde am 17. Juni 1926 in Rom geboren. Ihre Eltern waren Colomba di Segni und Salvatore Fiorentino. Sie hatte zwei Brüder: Leone und Lello. Am 16. Oktober 1943 wurde Fortunata Fiorentino zusammen mit ihrer Mutter und ihren Geschwistern in Rom festgenommen und ins Militärgefängnis der Stadt gebracht. Zwei Tage später, am 18. Oktober, wurde die Familie mit dem Transport Nr. 02 ins KZ Auschwitz deportiert und kam am 23. Oktober 1943 im Lager an. Fortunata Fiorentino überlebte die Shoah nicht. |
|              | HIER WOHNTE LELLO FIORENTINO GEBOREN 1929 VERHAFTET 16.10.1943 DEPORTIERT AUSCHWITZ ERMORDET                           | Viale Trastevere 114 · Rom XII ·    | Lello Fiorentino wurde am 15. April 1929 in Rom geboren. Seine Eltern waren Colomba Di Segni und Salvatore Fiorentino. Er hatte eine Schwester namens Fortunata und einen Bruder namens Lello. Am 16. Oktober 1943 wurde Lello Fiorentino zusammen mit seiner Mutter und seinen Geschwistern in Rom verhaftet und ins Militärgefängnis der Stadt gebracht. Am 18. Oktober 1943 wurde die Familie mit dem Transport Nr. 02 ins KZ Auschwitz deportiert. Bei seiner Ankunft im Lager am 23. Oktober wurde Lello Fiorentino mit der Nummer 158553 registriert. Lello Fiorentino wurde wenige Wochen später, am 15. Dezember 1943, in Auschwitz ermordet. |
|              | HIER WOHNTE LEONE FIORENTINO GEBOREN 1924 VERHAFTET 16.10.1943 DEPORTIERT AUSCHWITZ ERMORDET                           | Viale Trastevere 114 · Rom XII ·    | Leone Fiorentino wurde am 1. September 1924 in Rom geboren. Seine Eltern waren Colomba Di Segni und Salvatore Fiorentino. Er hatte zwei ältere Geschwister: Fortunata und Lello. Am 16. Oktober 1943 wurde Leone Fiorentino zusammen mit seiner Mutter und seinen beiden Geschwistern in Rom verhaftet und ins Militärgefängnis der Stadt gebracht. Zwei Tage später, am 18. Oktober, wurde die Familie mit dem Transport Nr. 02 ins KZ Auschwitz deportiert, wo sie am 23. Oktober 1943 ankamen. Leone Fiorentino überlebte die Shoah nicht. |
|              | HIER WOHNTE SALVATORE FIORENTINO GEBOREN 1902 VERHAFTET 16.11.1943 DEPORTIERT AUSCHWITZ ERMORDET                       | Viale Trastevere 114 · Rom XII ·    | Salvatore Fiorentino wurde am 29. April 1902 in Rom geboren. Seine Eltern waren Fortunata Caviglia und Leone Fiorentino. Er hatte drei Brüder: Giovanni, Alberto und Angelo. Salvatore Fiorentino war mit Colomba Di Segni verheiratet und hatte drei Kinder mit ihr: Leone, Fortunata und Lello. Am 16. November 1943 wurde Salvatore Fiorentino in Mailand festgenommen und im war daraufhin im Gefängnis der Stadt in Haft. Einige Wochen später, am 30. Januar 1944 wurde Salvatore Fiorentino mit dem Transport Nr. 06 ins KZ Auschwitz deportiert. Knapp ein Jahr nach seiner Ankunft im Lager am 6. Februar 1944 starb Salvatore Fiorentino am 18. Januar 1945 in Auschwitz. |
|              | HIER WOHNTE SERGIO MIELI GEBOREN 1925 VERHAFTET 16.10.1943 DEPORTIERT AUSCHWITZ ERMORDET 23.10.1943                    | Viale Trastevere, 246 · Rom XII ·   | Sergio Mieli |
|              | HIER WOHNTE UMBERTO MIELI GEBOREN 1926 VERHAFTET 16.10.1943 DEPORTIERT AUSCHWITZ ERMORDET 23.10.1943                   | Viale Trastevere, 246 · Rom XII ·   | Umberto Mieli |
|              | HIER WOHNTE ANGELO SABATELLO GEBOREN 1893 VERHAFTET 16.10.1943 DEPORTIERT AUSCHWITZ ERMORDET WARSCHAU                  | Viale Trastevere, 240 · Rom XII ·   | Angelo Sabatello |
|              | HIER WOHNTE CARLO SABATELLO GEBOREN 1927 VERHAFTET 16.10.1943 DEPORTIERT AUSCHWITZ ERMORDET                            | Viale Trastevere, 240 · Rom XII ·   | Carlo Sabatello |
|              | HIER WOHNTE FRANCO SABATELLO GEBOREN 1930 VERHAFTET 16.10.1943 DEPORTIERT AUSCHWITZ ERMORDET                           | Viale Trastevere, 240 · Rom XII ·   | Franco Sabatello |
|              | HIER WOHNTE UMBERTO SABATELLO GEBOREN 1927 VERHAFTET 16.10.1943 DEPORTIERT AUSCHWITZ ERMORDET                          | Viale Trastevere, 240 · Rom XII ·   | Umberto Sabatello |
|              | HIER WOHNTE AMEDEO TERRACINA GEBOREN 1895 VERHAFTET 7.4.1944 DEPORTIERT AUSCHWITZ ERMORDET 26.10.1944                  | Piazza Rosolino Pilo 17 · Rom XII · | Amedeo Terracina wurde am 3. September 1895 in Rom geboren. Seine Eltern waren Anna Di Veroli und Leone David Terracina und er hatte einen Bruder namens Giovanni. Amedeo Terracina war mit Gilda Astrologo verheiratet. Am 7. April 1944 wurde er in Rom verhaftet und ins Durchgangslager Fossoli gebracht. Am 16. Mai 1944 wurde er mit dem Transport Nr. 10 ins KZ Auschwitz deportiert, wo er am 23. Mai 1944 ankam. Wenige Monate nach seiner Ankunft im Lager starb er am 26. Oktober 1944 in Auschwitz. |
|              | HIER WOHNTE ANNA TERRACINA GEBOREN 1921 VERHAFTET 7.4.1944 DEPORTIERT AUSCHWITZ GESTORBEN IN BERGEN-BELSEN             | Piazza Rosolino Pilo 17 · Rom XII · | Anna Terracina wurde am 2. Juli 1921 in Rom als Tochter des Paares Lidia Ascoli und Giovanni Terracina geboren. Sie hatte drei Brüder: Cesare, Piero und Leo. Am 7. April 1944 wurde Anna Terracina zusammen mit ihrer Familie in Rom verhaftet. Zuerst war sie im Gefängnis der Stadt in Haft, dann im Durchgangslager Fossoli. Am 16. Mai 1944 wurden Anna Terracina und ihre Familie mit dem Transport Nr. 10 ins KZ Auschwitz deportiert. Später wurde Anna Terracina ins KZ Bergen-Belsen überstellt, wo sie am 31. Dezember 1944 ermordet wurde. |
|              | HIER WOHNTE CESARE TERRACINA GEBOREN 1924 VERHAFTET 7.4.1944 DEPORTIERT AUSCHWITZ GESTORBEN IM KZ NATZWEILER 5.12.1944 | Piazza Rosolino Pilo 17 · Rom XII · | Cesare Terracina wurde am 12. Juni 1924 in Rom geboren. Er war eines der vier Kinder des Paares Lidia Ascoli und Giovanni Terracina. Die Namen seiner drei Geschwister waren Anna, Piero und Leo. Am 7. April 1944 wurde Cesare Terracina mit seiner Familie in Rom verhaftet. Zuerst war die Familie im Gefängnis der Stadt in Haft, dann im Durchgangslager Fossoli. Am 16. Mai 1944 wurde Cesare Terracina mit seinen Eltern und Geschwistern mit dem Transport Nr. 10 ins KZ Auschwitz deportiert. Später wurde Cesare Terracina ins KZ Natzweiler-Struthof überstellt. Dort wurde Cesare Terracina im Dezember 1944 ermordet. |
|              | HIER WOHNTE GIOVANNI TERRACINA GEBOREN 1888 VERHAFTET 7.4.1944 DEPORTIERT AUSCHWITZ ERMORDET 23.5.1944                 | Piazza Rosolino Pilo 17 · Rom XII · | Giovanni Terracina wurde am 8. August 1888 in Rom geboren. Er war einer der beiden Söhne des Paares Anna Di Veroli und Leone David Terracina und hatte einen jüngeren Bruder namens Amedeo (1895). Giovanni Terracina heiratete Lidia Ascoli und hatte vier Kinder mit ihr: Anna, Piero, Cesare und Leo. Giovanni Terracina arbeitete als Händler in Rom. Am 7. April 1944 wurde Giovanni Terracina mit seiner Ehefrau und seinen Kindern in Rom verhaftet. Die Familie wurde ins Gefängnis der Stadt gebracht und später ins Durchgangslager Fossoli überstellt. Am 16. Mai 1944 wurde Giovanni Terracina mit seiner Familie mit dem Transport Nr. 10 ins KZ Auschwitz deportiert. Bei seiner Ankunft im Lager am 23. Mai 1944 wurde Giovanni Terracina mit dem Buchstaben S registriert und sofort ermordet. |
|              | HIER WOHNTE LEO TERRACINA GEBOREN 1923 VERHAFTET 7.4.1944 DEPORTIERT GESTORBEN UNBEKANNTEN ORTS UNBEKANNTEN DATUMS     | Piazza Rosolino Pilo 17 · Rom XII · | Leo Terracina wurde am 15. Januar 1923 in Rom geboren. Seine Eltern waren Lidia Ascoli und Giovanni Terracina. Leo hatte drei Geschwister: Anna, Cesare und Piero. Am 7. April 1944 wurde die Familie in Rom festgenommen und nach kurzer Haft im städtischen Gefängnis ins Durchgangslager Fossoli überstellt. Am 16. Mai 1944 wurden Leo Terracina und seine Eltern und Geschwister mit dem Transport Nr. 10 ins KZ Auschwitz deportiert. Bei seiner Ankunft im Lager am 23. Mai wurde Leo Terracina mit der Nummer A-5509 registriert. Leo Terracina überlebte die Shoah nicht. |
|              | HIER WOHNTE LEONE DAVID TERRACINA GEBOREN 1860 VERHAFTET 7.4.1944 DEPORTIERT AUSCHWITZ ERMORDET 23.5.1944              | Piazza Rosolino Pilo 17 · Rom XII · | Leone David Terracina wurde am 1. September 1860 in Rom geboren. Seine Eltern waren Onorata Caviglia und Dattilo Terracina. Leone David Terracina heiratete Anna Di Veroli und hatte zwei Söhne mit ihr: Giovanni und Amedeo. Er war als Händler in Rom tätig. Am 7. April 1944 wurde Leone David Terracina gemeinsam mit seinen Söhnen und vier Enkelkindern in Rom verhaftet und war daraufhin zuerst im Gefängnis der Stadt, dann im Durchgangslager Fossoli interniert. Am 16. Mai 1944 wurden Leone David Terracina und seine Familie mit dem Transport Nr. 10 ins KZ Auschwitz deportiert. Bei seiner Ankunft im Lager am 23. Mai 1944 wurde Leone David Terracina mit dem Buchstaben S registriert und sofort ermordet.                                                                                 |
|              | HIER WOHNTE ELISA TOSCANO GEBOREN 1916 VERHAFTET 16.10.1943 DEPORTIERT AUSCHWITZ                                       | Piazza Ippolito Nievo 5 · Rom XII · | Elisa Toscano wurde am 25. November 1916 in Rom geboren. Ihre Eltern waren Gemma Di Laudadio und Mario Mosè Toscano. Elisa Toscano hatte einen älteren Bruder namens Alberto (1915). Am 16. Oktober 1943 wurde Elisa Toscano in Rom festgenommen und war daraufhin im Militärgefängnis der Stadt in Haft. Am 18. Oktober 1943 wurde sie mit dem Transport Nr. 02 ins KZ Auschwitz deportiert, wo sie am 23. Oktober ankam. Elisa Toscano überlebte die Shoah nicht. |
|              | HIER WOHNTE MARIO MOSE' TOSCANO GEBOREN 1877 VERHAFTET 16.10.1943 DEPORTIERT AUSCHWITZ ERMORDET 23.10.1943             | Piazza Ippolito Nievo 5 · Rom XII · | Mario Mosè Toscano wurde am 23. August 1877 in Rom geboren. Seine Eltern waren Elisa Sonnino und Abramo Alberto Toscano. Mario Mosè Toscano hatte zwei ältere Schwestern: Rebecca und Rosa. Er war verheiratet mit Gemma Di Laudadio und hatte zwei Kinder mit ihr: Alberto (1915) und Elisa (1916). Am 16. Oktober 1943 wurde er gemeinsam mit seiner Ehefrau, seinen Schwestern und seiner Tochter in Rom verhaftet und nach zwei Tagen der Haft im städtischen Militärgefängnis am 18. Oktober mit dem Transport Nr. 02 ins KZ Auschwitz deportiert. Bei seiner Ankunft im Lager am 23. Oktober 1943 wurde Mario Mosè Toscano mit dem Buchstaben S registriert und sofort ermordet. |
|              | HIER WOHNTE REBECCA TOSCANO GEBOREN 1865 VERHAFTET 16.10.1943 DEPORTIERT AUSCHWITZ ERMORDET 23.10.1943                 | Piazza Ippolito Nievo 5 · Rom XII · | Rebecca Toscano wurde am 4. Juli 1865 in Rom geboren. Ihre Eltern waren Elisa Sonnino und Abramo Alberto Toscano und sie hatte zwei jüngere Geschwister: Rosa und Mario Mosè. Rebecca Toscano war mit Pacifico Piattelli verheiratet. Am 16. Oktober 1943 wurde sie gemeinsam mit ihren Geschwistern, ihrer Schwägerin und ihrer Nichte Elisa in Rom verhaftet und nach zwei Tagen der Haft im städtischen Militärgefängnis am 18. Oktober mit dem Transport Nr. 02 ins KZ Auschwitz deportiert. Bei ihrer Ankunft im Lager am 23. Oktober 1943 wurde Rebecca Toscano mit dem Buchstaben S registriert und sofort ermordet. |
|              | HIER WOHNTE ROSA TOSCANO GEBOREN 1880 VERHAFTET 16.10.1943 DEPORTIERT AUSCHWITZ ERMORDET 23.10.1943                    | Piazza Ippolito Nievo 5 · Rom XII · | Rosa Toscano wurde am 5. November 1880 in Rom geboren. Ihre Eltern waren Elisa Sonnino und Abramo Alberto Toscano. Rosa Toscano hatte zwei Geschwister: Rebecca und Mario Mosè. Am 16. Oktober 1943 wurde sie gemeinsam mit ihren Geschwistern, ihrer Schwägerin und ihrer Nichte Elisa in Rom verhaftet. Nach zwei Tagen der Haft im städtischen Militärgefängnis wurde sie am 18. Oktober mit dem Transport Nr. 02 ins KZ Auschwitz deportiert. Bei ihrer Ankunft im Lager am 23. Oktober 1943 wurde Rosa Toscano mit dem Buchstaben S registriert und sofort ermordet. |

Die Verlegungen im Municipio XII fanden an folgenden Tagen statt:
- 28. Januar 2010: Piazza Rosolino Pilo 17
- 10. Januar 2012: Piazza Ippolito Nievo, 5 (Dario Di Cori)
- 11. Januar 2017: Viale Trastevere, 114
- 15. Januar 2019: Piazza Ippolito Nievo, 5 (Gemma Di Laudadio, Elisa Toscano, Mario Toscano, Rebecca Toscano und Rosa Toscano)
- 10. Januar 2023: Viale Trastevere, 240 und 246

## Municipio XIII
Im Municipio XIII wurden elf Stolpersteine an zehn Adressen verlegt.
| Stolperstein | Übersetzung | Verlegeort                              | Name, Leben               |
| ------------ | --- | --------------------------------------- | ------------------------- |
|              | HIER WOHNTE MARIO CARUCCI GEBOREN 1923 VERHAFTET 5.10.1943 ERMORDET 22.12.1943 FORTE BRAVETTA                                                                                    | Vicolo del Gelsomino, 50 · Rom XIII     | Mario Carucci (1923–1943) |
|              | HIER WOHNTE RENATO DE SANTIS GEBOREN 1912 VERHAFTET AUS POLITISCHEN GRÜNDEN 18.12.1943 DEPORTIERT MAUTHAUSEN BEFREIT                                                             | Via delle Fornaci, 39 · Rom XIII        | Renato De Santis          |
|              | HIER WOHNTE VITTORIO FANTINI GEBOREN 1918 VERHAFTET 16.3.1944 ERMORDET 24.3.1944 ARDEATINISCHE HÖHLEN                                                                            | Viale di Valle Aurelia, 30 · Rom XIII   | Vittorio Fantini          |
|              | HIER WOHNTE FIORINO FIORINI GEBOREN 1880 VERHAFTET 5.2.1944 ERMORDET 24.3.1944 ARDEATINISCHE HÖHLEN                                                                              | Via Eugenio IV, 8 · Rom XIII            | Fiorino Fiorini           |
|              | HIER WOHNTE LUIGI GRASSI GEBOREN 1886 VERHAFTET AUS POLITISCHEN GRÜNDEN 18.12.1943 DEPORTIERT MAUTHAUSEN TOT 23.4.1944 EBENSEE                                                   | Via delle Fornaci, 51 · Rom XIII ·      | Luigi Grassi              |
|              | HIER WOHNTE FIORINO PETRUCCI GEBOREN 1909 VERHAFTET 18.12.1943 AUS POLITISCHEN GRÜNDEN DEPORTIERT MAUTHAUSEN TOT EBENSEE MAI 1945                                                | Via Nicolò III, 8 · Rom XIII ·          | Fiorino Petrucci          |
|              | HIER WOHNTE BRUNO RODELLA GEBOREN 1917 VERHAFTET 5.10.1943 ERMORDET 22.12.1943 FORTE BRAVETTA                                                                                    | Via del Lago Terrione, 14 · Rom XIII    | Bruno Rodella (1917–1944) |
|              | HIER WOHNTE GIULIO SACRIPANTI GEBOREN 1907 VERHAFTET AUS POLITISCHEN GRÜNDEN 28.12.1943 DEPORTIERT MAUTHAUSEN ERMORDET EBENSEE MAI 1945                                          | Via della Cava Aurelia, 74 · Rom XIII · | Giulio Sacripanti         |
|              | HIER WOHNTE GALLIANO TABARINI GEBOREN 1896 VERHAFTET AUS POLITISCHEN GRÜNDEN 19.12.1943 DEPORTIERT MAUTHAUSEN ERMORDET 29.11.1944 SCHLOSS HARTHEIM                               | Via Nicolò III, 8 · Rom XIII ·          | Galliano Tabarini         |
|              | HIER WOHNTE BERNARDINO TROIANI GEBOREN 1890 VERHAFTET AUS POLITISCHEN GRÜNDEN 19.12.1943 DEPORTIERT MAUTHAUSEN BEFREIT                                                           | Vicolo del Vicario, 14 · Rom XIII ·     | Bernardino Troiani        |
|              | HIER WOHNTE TEOFRASTO TURCHETTI GEBOREN 1921 VERHAFTET ALS MILITÄRANGEHÖRIGER 22.9.1943 DEPORTIERT DACHAU SACHSENHAUSEN BUCHENWALD GESTORBEN UNBEKANNTEN DATUMS UNBEKANNTEN ORTS | Via dell'Argilla, 15 · Rom XIII         | Teofrasto Turchetti       |

Die Verlegungen im Municipio XIII erfolgten an folgenden Tagen:
- 9. Januar 2012: Via dell’Argilla, 15
- 15. Januar 2013: Via Nicolò III, 8 (Galliano Tabarini)
- 11. Januar 2016: Via della Cava Aurelia, 74
- 11. Januar 2017: Via delle Fornaci, 51
- 9. Januar 2018: Via Nicolò III, 8 (Fiorino Petrucci)
- 15. Januar 2019: Via delle Fornaci, 39
- 14. Januar 2020: Vicolo del Vicario, 14
- 19. Januar 2021: Vicolo del Gelsomino, 50
- 21. Januar 2022: Via del Lago Terrione, 14
- 10. Januar 2023: Via Eugenio IV, 8; Viale di Valle Aurelia, 30

## Municipio XIV
Im Municipio XIV wurden sieben Stolpersteine an zwei Adressen verlegt.
| Stolperstein | Übersetzung | Verlegeort                             | Name, Leben        |
| ------------ | --- | -------------------------------------- | ------------------ |
|              | HIER WOHNTE ALBERTO COEN GEBOREN 1918 VERHAFTET 29.3.1944 DEPORTIERT AUSCHWITZ ERMORDET BUCHENWALD                                                                        | Piazza S. Zaccaria Papa, 1 · Rom XIV · | Alberto Coen       |
|              | HIER WOHNTE ALVARO COEN GEBOREN 1936 VERHAFTET 2.2.1944 DEPORTIERT AUSCHWITZ ERMORDET 23.5.1944                                                                           | Piazza S. Zaccaria Papa, 1 · Rom XIV · | Alvaro Coen        |
|              | HIER WOHNTE ARMANDO COEN GEBOREN 1921 VERHAFTET 20.3.1944 DEPORTIERT AUSCHWITZ TOT GROSS-ROSEN                                                                            | Piazza S. Zaccaria Papa, 1 · Rom XIV · | Armando Coen       |
|              | HIER WOHNTE GRAZIELLA COEN GEBOREN 1929 VERHAFTET 2.2.1944 DEPORTIERT AUSCHWITZ RAVENSBÜCK BEFREIT                                                                        | Piazza S. Zaccaria Papa, 1 · Rom XIV · | Graziella Coen     |
|              | HIER WOHNTE SALOMONE SAUL COEN GEBOREN 1897 VERHAFTET 4.5.1944 DEPORTIERT AUSCHWITZ TOT DACHAU                                                                            | Piazza S. Zaccaria Papa, 1 · Rom XIV · | Salomone Saul Coen |
|              | HIER WOHNTE ALBERTO DI GIACOMO GEBOREN 1886 VERHAFTET AUS POLITISCHEN GRÜNDEN 19.12.1943 DEPORTIERT KZ MAUTHAUSEN ERMORDET 15.9.1944 TÖTUNGSANSTALT SCHLOSS HARTHEIM/LINZ | Via dei Laterizi, 27 · Rom XIV ·       | Alberto Di Giacomo |
|              | HIER WOHNTE ELVIRA DI NEPI GEBOREN 1896 VERHAFTET 2.2.1944 DEPORTIERT AUSCHWITZ ERMORDET 23.5.1944                                                                        | Piazza S. Zaccaria Papa, 1 · Rom XIV · | Elvira Di Nepi     |

Die Verlegungen im Municipio XIV erfolgten an folgenden Tagen:
- 13. Januar 2014: Via dei Laterizi, 27
- 10. Januar 2023: Piazza S. Zaccaria Papa, 1